# Pays-Bas aux Jeux olympiques d'été de 1964
Les Pays-Bas participent aux Jeux olympiques d'été de 1964 à Tokyo au Japon. 125 athlètes néerlandais, 105 hommes et 20 femmes, ont participé à 57 compétitions dans douze sports. Ils y ont obtenu dix médailles : deux d'or, quatre d'argent et quatre de bronze.

## Médailles
| Médaille | Discipline  | Épreuve                             | Athlète                                                                                   | Performance | Date |
| -------- | ----------- | ----------------------------------- | ----------------------------------------------------------------------------------------- | ----------- | ---- |
| Or       | Judo        | Toutes catégories                   | Anton Geesink                                                                             |             |      |
| Or       | Cyclisme    | Course sur route par équipes hommes | Bart Zoet, Jan Pieterse, Evert Dolman et Gerben Karstens                                  |             |      |
| Argent   | Canoë-kayak | 500 mètres kayak monoplace femmes   | Alida van der Anker-Doedens                                                               |             |      |
| Argent   | Aviron      | Deux sans barreur                   | Steven Blaisse et Ernst Veenemans                                                         |             |      |
| Argent   | Natation    | 100 mètres papillon femmes          | Ada Kok                                                                                   |             |      |
| Argent   | Natation    | 4 × 100 m 4 nages femmes            | Corrie Winkel, Klenie Bimolt, Ada Kok et Erica Terpstra                                   |             |      |
| Bronze   | Aviron      | Deux barré                          | Jan Just Bos Herman Rouwé Frederik Hartsuiker                                             |             |      |
| Bronze   | Aviron      | Quatre barré                        | Lex Mullink Jan van de Graaff Freek van de Graaff Bobbie van de Graaff Marius Klumperbeek |             |      |
| Bronze   | Cyclisme    | Poursuite par équipes               | Cor Schuuring, Henk Cornelisse, Gerard Koel et Jaap Oudkerk                               |             |      |
| Bronze   | Natation    | 4 × 100 m nage libre femmes         | Pauline van der Wildt Toos Beumer Winnie van Weerdenburg Erica Terpstra                   |             |      |